# Cinygmula tioga
Cinygmula tioga är en dagsländeart som beskrevs av Mayo 1952. Cinygmula tioga ingår i släktet Cinygmula och familjen forsdagsländor. Inga underarter finns listade i Catalogue of Life.